# Ringwood (Angleterre)
 (août 2018).
Le contenu est difficilement compréhensible vu les erreurs de traduction, qui sont peut-être dues à l'utilisation d'un logiciel de traduction automatique.
Ringwood est une ville située dans le district de New Forest, dans le comté du Hampshire, en Angleterre.

## Géographie
Située sur la rive est de l'Avon, au nord de Bornemouth, la ville comptait 12 567 habitants au moment du recensement de 2001.
La paroisse comprend les hameaux de Poulner, Hangersley, Hightown, Crow, Kingston et Bisterne.
Ringwood, possède un petit centre commercial, appelé Furlong, près d'une place. Sur cette place, ont été érigées deux statues de chevaux, allusion au parc national New Forest et sa race de chevaux.

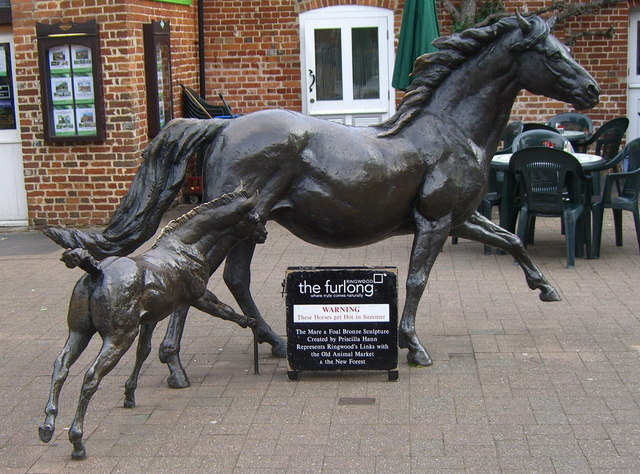
Chevaux en bronze sur la place.

### Route
La route principale qui traverse Ringwood est l'A31 qui va vers l'ouest jusqu'à Dorchester et vers l'est jusqu'à Southampton via la New Forest. Un contournement de la ville a été achevé en deux étapes ; la première à l’ouest dans les années 1940 et la seconde à l'est en 1975.
L'autre route importante est l'A338, qui va vers Salisbury.

### Rail
La gare de Ringwood a été ouverte en 1847. Elle se trouvait sur la ligne de chemin de fer de Southampton à Dorchester. En 1862, le Ringwood, Christchurch and Bournemouth Railway a créé un nouveau lien avec Christchurch. La ligne vers Christchurch a été fermée en 1935 et la station a cessé ses activités à la fermeture de la ligne de chemin de fer de Southampton à Dorchester en 1964. Un rapport de 2009 a recommandé la reconstruction d'une partie de la ligne de Brockenhurst à Ringwood.

## Toponymie
Ringwood est enregistré dans une charte de 961, dans laquelle le  Roi Edgar, donne 22 hides de terre de "Rimecuda" à l'Abbaye d'Abingdon .
Le nom est également enregistré au Xe siècle sous le nom de Runcwuda et Rimucwuda .
Le deuxième élément ''Wuda'' signifie un « bois » ; «Rimuc» peut être dérivé de « Rima », c'est-à-dire « bordure de bois »
Rimuc peut être un diminutif. Si c'est le cas, c'est un diminutif de Rima, "frontière". Alors la signification du nom serait « le bois de la petite frontière ».
Rimuc ferait partie d'une classe de noms de flux pré-saxons en -uc et -ic. Le nom peut faire référence à la position de Ringwood à la lisière de la New Forest ou à la frontière du Hampshire.
William Camden, en 1607, donna une interprétation beaucoup plus fantaisiste, affirmant que le nom original était Regne-wood, le Regni (ou Regnenses) étant un les anciens peuples de la Grande-Bretagne,.

## Histoire
Ringwood apparaît sous le nom de Rincewed dans le Domesday Book.
Dans le « Domesday Book » de 1086, Ringwood (« Rincvede ») est accaparé par la Couronne et tout sauf six  hides est pris dans le New Forest. 
Avant 1066, Ringwood était détenu par l'Earl Tostig. 
En 1108, il est enregistré que les locataires du manoir de Ringwood et de Harbridge ont des droits communs dans la New Forest, parmi les chevaliers et les esquires, pour leurs bêtes de ferme et leurs bêtes de labour entre Teg att Brokelisford "et" Ostaven  et dans le village de  Beaulieu pour tout leur bétail, à l'exception des chèvres et des oies. Pour cela, ils  payent un droit au roi Henry. Une évaluation du manoir faite à la fin du XIIIe siècle indique que les services des locataires comprenaient des travaux en faveur du seigneur, la fenaison sur huit acres à Muchelmershe, du foin sous forme de meule ; ils devaient réparer les moulins et les maisons de la cour.
Au cours des XIIe et XIIIe siècles, Ringwood, comme les autres manoirs dont Jean sans Terre et Henry III avaient la suzeraineté immédiate, changeait fréquemment de mains.
Le village a été possédé par Roland de Dinan, un Breton, en 1167 ; Robert de Beaumont, 4ème comte de Leicester avant 1204 ; Théodoric le Teuton, un serviteur du roi Jean, après 1204 ; William Marshal, 2e comte de Pembroke, en 1217  ; par intermittence par Richard Marshal, 3e comte de Pembroke et Gilbert Marshal, 4e comte de Pembroke, comtes jusqu'en 1237. Ensuite, Simon de Steyland, commis du roi, vers 1237 ; Jean fils de Geoffrey, les terres sont alors décrites comme "des terres des Bretons", à partir de 1240 ; Nicolas d'Ely, évêque de Winchester, aux environs de 1272 ; ensuite par trois reines successives : Éléonore de Castille, Marguerite de France, et Isabelle de France, de 1280 à 1331.
En janvier 1331, Ringwood et d’autres manoirs qu’Isabelle avait cédés antérieurement furent accordés à William Montagu, 1er comte de Salisbury, dont les descendants l’ont tenu pendant plus de deux siècles, jusqu'à la mort de Margaret Pole, Comtesse de Salisbury en 1541.
Il a été possédé par Edward Seymour, 1er Duc de Somerset jusqu'à son exécution en 1552, puis brièvement par le courtisan John Gates qui a été exécuté en 1553.
Un moulin à eau est mentionné dans le "Domesday Book" et, plus tard, il y en aura un deuxième.
En mars 1226, Henry III accorda un marché hebdomadaire à Ringwood le mercredi à Richard Marshal, 3ème comte de Pembroke et Gervaise, sa femme, jusqu'à ce que le roi devienne majeur.
En 1337, William Montagu, 1er comte de Salisbury, en tant que seigneur du manoir de Ringwood, se voit accorder une foire annuelle le jour de la fête de Saint-André (30 novembre). Une autre foire se tient le 29 juin, au XVIe siècle.
Après la bataille de Sedgemoor le 6 juillet 1685, James Scott, 1er duc de Monmouth fut arrêté près d'Horton. On pense que Monmouth s'est caché dans un fossé sous un frêne déguisé en berger, mais il a été trahi par une femme locale qui, selon la légende, s'est suicidée par la suite. Monmouth a ensuite été emmené à la maison maintenant nommée « Monmouth House » dans West Street (entre la place du marché et le Fish Inn). Il a écrit une lettre à  James II pour lui demander pardon. Cela n'a pas été accordé, il a été traduit en justice dans la tour de Londres par le tristement célèbre George Jeffreys, 1er baron Jeffreys, juge suspendu Jefferies.
Marie Ire (reine d'Angleterre)  a accordé les terres à Francis Hastings, 2ème comte de Huntingdon, mais au milieu du XVIIe siècle, le manoir est passé au baron Arundell de Wardour. En 1728, il est aux mains d'Henry Arundell, 6ème baron de Wardour.
Son petit-fils, Henry Arundell, 8ème Baron Arundell de Wardour, le vend en 1794 à John Morant de Brockenhurst, et la famille Morant a tenu le manoir tout au long du XIXe siècle.
Après la bataille de Sedgemoor (1685), une vieille dame, Alice Lisle, a hébergé deux hommes recherchés qui fuyaient la bataille. Lorsque sa maison de Moyles Court (maintenant une école privée - Moyles Court School) a été perquisitionnée, les hommes ont été retrouvés et Alice a été arrêtée. Elle a été condamnée par le même juge Jefferies à être brûlée sur le bûcher ; elle a reçu un sursis tardif et la peine a été « réduite » à la décapitation. Elle est enterrée à l'église St Mary,  Ellingham, à un mile de sa maison de Moyles Court. Son tombeau se trouve à droite de l'entrée de l'église. Il est facilement repérable car le couvercle n'a pas été fini, il présente des bords rugueux. Un pub appelé Alice Lisle se trouve près de Moyles Court.
La mairie fut érigée en 1868 par John Morant.
La ville était célèbre au XIXe siècle pour ses gants de laine "Ringwood".
Le site de la  Station de la Royal Air Force d'Ibsley, utilisé pendant la Seconde Guerre mondiale, est situé à la périphérie du hameau de Ringwood, Poulner. Ce site a plus tard été utilisé pour la course automobile sur Ibsley Circuit, c'est devenu un secteur de lacs de carrières.